# Luis de Córdova (F-114)
La fragata Luis de Córdova (F-114) es la cuarta de las 5 fragatas de la clase Bonifaz de la Armada Española de nueva generación especializadas en ASW, y son las encargadas de sustituir a las fragatas clase Santa María a partir de 2026. La autorización para la construcción de las 5 fragatas F-110 se produjo en marzo de 2019. El navío, nombrado en honor al capitán general de la Real Armada, Luis de Córdova y Córdova (1706-1796), entrará en servicio en 2031.

### Desarrollos relacionados
- Bonifaz (F-111)
- Roger de Lauria (F-112)
- Menéndez de Avilés (F-113)
- Barceló (F-115)

### Secuencias de designación
Clase Júpiter→Clase Eolo→Clase Pizarro→Clase Descubierta→Clase Baleares→Clase Santa María→Clase Álvaro de Bazán→Clase F-110→Clase F-120

### Listas relacionadas
Fragatas con motor de la Armada Española